# Небо сингулярності
«Небо сингулярності» — науково-фантастичний роман британського письменника Чарльза Стросса, опублікований у 2003 році. У 2004 році він був номінований на премію Г'юго за найкращий роман. Того ж року було опубліковане продовження «Залізний світанок». Разом ці два романи поєднують у цикл «Есхатон», за іменем присутнього в них богоподібного штучного інтелекта.
Роман розповідає про злощасну військову кампанію репресивної держави Нової Республіки, що має на меті відбити нібито вторгнення на одну з її планет-колоній. Насправді ж планету відвідав Фестиваль, технологічно розвинена інопланетна чи постлюдська раса, яка спонукає мешканців «розважати» її, даючи взамін будь-що, включаючи власні технології. У колонії, де консервативна Нова Республіка здебільшого дозволяла лише технології часів промислової революції, це спричиняє значні соціальні, економічні та політичні руйнування. На борту флагманського корабля Нової Республіки інженер і розвідниця із Землі таємно намагаються запобігти використанню забороненої технології — і по дорозі закохуються.
Теми роману включають трансгуманізм, вплив раптової технологічної сингулярності на репресивне суспільство та потребу інформації бути вільною. За жанром це космічна опера з елементами стімпанку та наукового фентезі, соціальною та політичною сатирою, фірмовим темним гумором Стросса та тонкими літературними й культурними алюзіями.
Стросс написав роман наприкінці 1990-х — це його перший твір у великій формі. Оригінальну назву «Фестиваль дурнів» змінили, аби уникнути плутанини з «Кораблем дурнів» Річарда Пола Руссо.
У 2021 році побачив світ український переклад роману від видавництва Навчальна книга — Богдан.

## Сеттинг
Дія «Неба сингулярності» відбувається десь на початку 23 століття, приблизно через 150 років після події, яку персонажі називають Сингулярністю. Населення Землі перевищило 10 мільярдів, обчислювальні технології наближалися до моменту, коли штучний інтелект перевершив би людський, використовуючи замкнуті часоподібні криві, щоб надсилати інформацію в минуле. Раптом одного дня 90 % населення дивним чином зникло.

Повідомлення, залишені в комп'ютерних мережах і на монументах, встановлених на Землі та інших планетах Сонячної системи, містять коротку заяву очевидного винуватця цієї події:
Я Есхатон. Я не бог твій.
Породив мене ти, і я існую в твоєму майбутньому.
Не порушуй каузальності в межах мого історичного світлового конуса. А то.
В результаті скорочення населення Земля зазнає політичного та економічного колапсу; Оперативна група з розробки Інтернету зрештою перебирає на себе роль Організації Об'єднаних Націй або, принаймні, її альтруїстичну місію та благодійні функції. Анархізм замінює вестфальські національні держави; у романі в ООН входять 900 із 15 000 політичних одиниць планети, при цьому членство не обмежується лише державами.
Століття по тому земляни запустили перші міжзоряні місії, в яких стрибкові двигуни на основі квантового тунелювання забезпечували подорожі швидше за світло без порушення причинності. Місія, що досягає зірки Барнарда, дізнається, що трапилося зі зниклими з Землі людьми: їх відправили колонізувати інші планети через червоточини, переносячи на рік у часі назад за кожен світловий рік дистанції від Землі. Як стало відомо з часом, ці колонії були розкидані в області галактики розміром в 6000 світлових років, і у кожній — те саме повідомлення від Есхатона, викарбуване на помітному монументі. Є також свідчення того, що коли якісь цивілізації намагалися створити технології, що порушують причинно-наслідкові зв'язки, Есхатон вводив у дію своє «а то» такими радикальними способами, як викликання наднових або зіткнення космічних тіл.
Земля і колонії відновлюють відносини і торгівлю. Есхатон лишив колоніям «машини рогу достатку» — молекулярні асемблери, які можуть відтворювати об'єкти за заздалегідь визначеними шаблонами або копіювати інші об'єкти. Завдяки ним деякі з колоній відновили свій технологічний рівень або навіть покращили його порівняно з Землею. Ширикого вжитку набули трансгуманістичні технології, що виникли до або під час Сингулярності — кібернетичні імплантати, продовження життя і лікування старіння. Космічні кораблі для руху використовують антиматерію, термоядерний синтез і мікроскопічні чорні діри.
Однак деякі колонії відкидали або обмежували використання передових технологій з соціальних, культурних чи політичних причин, і замість приходу до анархізму взяли за зразок репресивні режими з історії Землі. Дія роману розгортається на двох планетах однієї такої держави, Нової Республіки. Його першопоселенці були переважно зі Східної Європи, де багато хто пам'ятав про економічний занепад після падіння комунізму. Після громадянської війни сторона-переможець знищила єдину вцілілу машину рогу достатку. Аби гарантувати кожному місце у суспільстві, нав'язали соціально та політично репресивний феодалістичний режим з вікторіанськими суспільними нормами, і обмежили більшість технологій до рівня європейського 19 століття. Незважаючи на це, все ще є бунтівники, що планують повстання за зразком тих, що відбувалися в Східній Європі тієї епохи.

## Сюжет
Фестиваль, цивілізація завантажених розумів, прибуває до Світу Рохарда, окраїнної колонії Нової Республіки. Він починає розбирати небесні тіла системи і будувати з них технології для свого перебування. Потім він входить в контакт з мешканцями планети, скидаючи з низької орбіти мобільні телефони, заборонені для більшості громадян.
Ті, хто їх підбирає, чують від Фестивалю: «Розваж нас, і ми дамо тобі те, чого ти хочеш». Співрозмовники, які вдало розважають Фестиваль, розповідаючи йому те, чого він раніше не чув, винагороджуються всім, чого забажають. Спочатку у Фестивалю просять їжу чи інші скромні речі, але Буря Рубенштейн, засланий до колонії за революційну діяльність, просить машину рогу достатку в обмін на політичний трактат про руйнівний ефект, який раптова сингулярність матиме на репресивні режими. За кілька днів теорія стає реальністю, розвивається економіка постдефіциту, а уряду загрожує революція Рубенштейна та його передова зброя. Космічний флот кидає виклик Фестивалю, але зазнає поразки.
За 40 світлових років, у Новій Празі, столиці Нової Республіки, агентка ООН Рейчел Мансур пильно стежить за тим, як Нова Республіка готує військову відповідь. Нова Республіка не тільки неправильно розуміє Фестиваль, але й серйозно недооцінює його військові можливості. Найбільше Рейчел турбує те, що Республіка, здається, планує відправити до Світу Рохарда флот по замкнутій часоподібній кривій таким чином, щоб він прибув туди невдовзі після Фестивалю, але раніше свого вильоту зі столиці. Якщо Есхатон відреагує на це явне порушення причинно-наслідкових зв'язків так, як того боїться ООН, то доведеться евакуювати багато населених світів. Мартін Спрінгфілд — земний інженер, найнятий Адміралтейством Нової Республіки для оновлення систем корабельних рушіїв. Рейчел вербує Мартіна відстежувати будь-які ознаки такого плану. Вона не знає, що Мартін є агентом Есхатону, що має непомітно саботувати план Адміралтейства.
На Світі Рохарда Рубенштейн розчарований революцією. Хоч у військовому плані вона успішна, але очолювані ним кадри стали такими ж жорсткими та негнучкими, як гегемонія, проти якої вони борються. Одного разу пізно вночі, під час підписання нескінченних наказів і комюніке, його відвідує Сестра Меткий Розум, 7-ма, істота, схожа на гігантського щура-землекопа. Вона є однією з Критиків, які супроводжують Фестиваль. Зазвичай вони залишаються на орбіті, надаючи високорівневі коментарі, але вона спустилася на поверхню, щоб особисто з'ясувати, чому жителі Світу Рохарда не цікавляться мудрістю Фестивалю.
Рейчел виходить з прикриття, її призначають дипломатичним спостерігачем від ООН на флагманський корабель Республіки «Владар Ванек». Мартіну теж продовжили контракт, щоб він міг приєднатися до флоту під час подорожі й закінчити роботу. Оскільки вони єдині двоє землян і цивільних на борту, і тільки вони розуміють, що ця подорож приречена на катастрофу, вони проводять багато часу разом, а їхні стосунки переростають у любов. Флот слідує окільним маршрутом, по дорозі помилково атакуючи мирний корабель, сягаючи чотирьох тисяч років у майбутньому, перш ніж досягти Світу Рохарда. Поправка Мартіна в коді рушія спрацьовує, і флот прибуває із запізненням у кілька тижнів — тоді ж, коли мав би прибути без подорожі часоподібною кривою.
Сестра 7-ма звинувачує Рубенштейна за вади революції — вона пояснює, що було нерозумно покладатися на революційні традиції посеред Сингулярності з її всеохоплюючими постійними радикальними змінами. Вона везе його кататися у хатці на курячих ніжках до північного міста Плоцьк, де він міг би це зрозуміти. По дорозі він бачить «чудеса, дивовижі і жахи». Ландшафт в деяких місцях серйозно змінений. Багато ферм зі своїми кібернетично вдосконаленими власниками тепер вільно парять у геодезичних сферах, а по сільській місцевості бродять самовідтворювані роботи, деякі з яких небезпечні для людей.
Коли «Владар Ванек» наближається до битви, Василій Мюллер, молодий агент таємної поліції, домовляється про арешт Мартіна як шпигуна. Разом з начальником служби безпеки корабля вони влаштовують фальшивий військовий трибунал, за допомогою якого хочуть підловити свою справжню ціль, Рейчел. Це має зворотний ефект — Рейчел знерухомлює всіх у залі суду та рятує Мартіна. Діставшись каюти Рейчел, пара втікає на рятувальному човні, заздалегідь виготовленому портативним рогом достатку. Коли згодом Василій і інші члени екіпажу намагаються проникнути у відсік із каютою Рейчел, їх викидає у космос; виживає тільки Василій, одягнений в аварійний скафандр, і врешті-решт Рейчел і Мартін підбирають його на шляху до Світу Рохарда, де вони домовилися з критиками про зустріч із Рубенштейном.
Військові кораблі вступають у конфронтацію з двома «бугаями», надісланими Фестивалем. Капітан флоту підозрює пастку, але спершу здається, що кораблі Нової Республіки мають перевагу. Проте врешті-решт вони розуміють, що були вражені сірим слизом, і їхні кораблі поглинаються ним. Старший персонал втікає. Спостерігаючи за битвою з рятувального човна, Мартін і Рейчел не здивовані результатом, і пояснюють розлюченому Василію, як, незважаючи на відсутність намірів, Фестиваль справді представляє екзистенційну загрозу для Республіки, оскільки інформація хоче бути вільною.
У Плоцьку, де були зведені хмарочоси стратосферної висоти, Рубенштейн і Сестра 7-ма зустрічаються з деякими зі його колишніх товаришів, багато з яких тепер кіборги, і він розуміє, що революція, яку він розпочав, більше не має потреби в ньому чи будь-якому іншому лідері. Багато громадян Світу Рохарда перейшли за межі людства, приєдналися до Фестивалю або іншим чином остаточно змінили себе. Самому Рубенштейну імплантований нейрокомпьютерний інтерфейс. Коли антропоморфний кролик просить допомогти знайти свого господаря, колишнього губернатора, Рубенштейн і Сестра 7-ма відправляються з ним на пошуки.
Губернатору Феліксу, якому було виконане бажання стати маленьким хлопчиком із вірними товаришами-тваринами, загрожувало зомбування руками Мімів — ще одного виду істот з Фестивалю,— але Фестиваль врятував його, знищивши Мімів променем рентгенівського лазеру. Тіло Фелікса також отримало небезпечний рівень іонізуючого опромінювання, тому Фестиваль муміфікував Фелікса у валуні з бурштину на схилі пагорба, де його і знаходять. Через імплантат він просить дозволити йому приєднатися до Фестивалю замість того, щоб залишатися на планеті. Поки Рубенштейн розглядає це прохання, приходять Мартін і Рейчел. Рейчел дає Рубенштейну машину рогу достатку — це була її початкова місія, хоча обоє розуміють, що в ній більше нема потреби. Василій впізнає у Рубенштейні свого батька і робить спробу його вбити. Рейчел заваджує йому за допомогою станера, але при цьому ріг достатку безповоротно пошкоджується.
Фестиваль та пов'язані з ним види відправляються до наступного пункту призначення, а населення планети, що пережило тисячу років технічного прогресу, стиснутого в один місяць, перегруповується. Ті, хто бажає повернутися до звичного життя під Новою Республікою, оселяються в Новому Петрограді, де старші офіцери з «Владаря Ванека» відновили імперську владу. Рубенштейн та інші їдуть до Плоцька, де Мартін і Рейчел керують невеликою крамницею, що пропонує «доступ до інструментів та ідей», доки не отримують можливість повернутися на Землю через дев'ять місяців.

## Персонажі
- Рейчел Мансур, агент Постійного Комітету ООН із питань багатостороннього міжзоряного роззброєння. 150-річна уродженка Землі, що завдяки технологіям лікування старіння виглядає на років 20 з гаком. Має кібернетичні імплантати, які можуть тимчасово прискорювати нервову систему, але при надмірному використанні призводять до втрати свідомості.
- Мартін Спрінгфілд, інженер-фрілансер родом із Народної Республіки Західного Йоркширу, хоча не живе там уже 20 років. Останні десять років додатковий прибуток йому давала робота на Есхатона, який зв'язується з ним під іменем «Герман».
- Василій Мюллер, молодий стажист Куратора таємної поліції Нової Республіки, син Бурі Рубенштейна. Василій відданий ідеології Нової Республіки і не поділяє поглядів свого батька.

### Корабель «Владар Ванек»
- Адмірал Курц, літній герой війни, що номінально командує всім флотом. Страждає на важку деменцію і вірить, що вагітний слоненям.
- Робард, його денщик, насправді високопоставлений співробітник таємної поліції.
- Комодор Бауер, соратник адмірала, якому той передав фактичне керівництво флотом.
- Капітан Мирський, ветеран і колишній інструктор у військово-морському коледжі, який вважає, що застряг у своєму званні через спроби змусити Адміралтейство серйозно ставитися до супротивників, що використовують самовідтворюваних роботів.
- Фреґатенкапітан Ілля Муромець, його помічник.
- Начальник служби безпеки Зауер, який таємно обурюється присутністю Мюллера на борту, і організовує суд над Мартіном, щоб зганьбити Мюллера і, опосередковано, його відомство. Для нього це закінчується трагічно.

### Світ Рохарда
- Буря Рубенштейн, колишній революційний лідер, відправлений до Світу Рохарда на 20 років внутрішнього заслання. Він виступає за «марксизм-гілдеризм[en]», лібертаріанську політичну систему з риторикою, подібною до комуністичної. Його гасло — «від кожного — чого заманеться, кожному — по потребах».
- Олег Тимошевський, його лейтенант і один із перших, хто прийняв трансгуманістичну технологію, запропоновану Фестивалем.
- Сестра Меткий Розум, 7-ма. Належить до Критиків. Вона залишає орбітальну станцію своєї раси, щоб точніше дізнатися, чи є мешканці Рохарду розумними істотами.
- Герцог Фелікс Політковський, губернатор Світу Рохарда. Під обстрілами він просить Фестиваль знову стати юнаком, мати трьох вірних антропоморфних тварин-друзів та жити життям, сповненим пригод — бажання, про яке він пізніше шкодує. Зрештою він вирішує покинути планету та приєднатися до Фестивалю.
- Містер Кролик, один із тварин-друзів помолоділого Фелікса, допомагає захистити його від мімів і веде революціонерів на його пошуки.

### Фестиваль та його антураж
Фестиваль — це цивілізація завантажених розумів, що спершу мала ремонтувати галактичні інформаційні мережі. Він подорожує від системи до системи, використовуючи «зоряні віхті», і по прибуттю створює необхідні засоби з місцевих матеріалів. Зазвичай він надає перевагу взаємодії з іншими завантаженими цивілізаціями, але в крайньому випадку підійде будь-яка. У відвідуваних цивілізацій Фестиваль запитує нову для себе інформацію, і готовий віддати на обмін за неї будь-що.
Жоден окремий член Фестивалю не з'являється в романі. У величезному вільному розумовому просторі Фестивалю подорожує низка інших завантажених видів, окремих від Фестивалю, але присутніх при кожному візиті.
- Бугаї: груба сила для оборони Фестивалю, яку він застосовує коли «вистачає просто великого дубця і нахабної посмішки». Три автоматизовані кораблі-бугаї виступають проти «Владаря Ванека» та решти військово-морського флоту Нової Республіки; флот знищує одного з них, але самовідтворювані роботи бугаїв з'їдають усі кораблі противника.
- Критики: матріархальна культура схожих на великих щурів-землекопів істот, фізичні тіла для якої створюються по прибуттю до нової системи. Незважаючи на зовнішній вигляд, вони походять від людей і мають схожий мозок. Вони сплачують за подорож тим, що надають високорівневі коментарі та аналіз відвіданої цивілізації. У «Небі сингулярності» одна з них, Сестра Меткий Розум 7-ма, залишає орбіту та вирушає на поверхню планети, щоб краще оцінити, чи мешканці Рохарду насправді мають самосвідомість.
- Периферія: підгрупа Фестивалю, яка використовує планету як середовище для мистецтва. Їхні проекти варіюються від розповсюдження флори з інших планет до індукції сонячних спалахів для створення полярних сяйв. Вони вважаються потенційно найнебезпечнішим елементом Фестивалю, хоча скоріше через нерозсудливість, ніж за задумом.
- Міми: відгалуження Периферії, чий код в минулому отримав ушкодження від сонячного спалаху. На відвідуваній планеті міми перетворюють тих, з ким зустрічаються, на зомбі-кіборгів, які намагаються вчинити так само з іншими. Можливо, це така невдала спроба спілкування.

## Теми
Найпомітнішою темою роману є кіберпанківський рефрен про те, що «інформація хоче бути вільною». Коли усунені перешкоди у вигляді репресивних методів Нової Республіки, слідує технологічний і матеріальний прогрес. Рейчел говорить саме це врятованому Василію, коли вони з Мартіном тікають з приреченого «Владаря Ванека».
Рік за роком ми торочили вашому керівництву, лагідно натякали: інформація має бути вільною. Нас ніхто і слухати не хотів. Це тривало сорок років. Аж раптом зʼявляється Фестиваль, який вважає цензуру збоєм і тому прокладає обвідний канал. Фестиваль не влаштовує відповідь «ні», тільки тому що він не має власної думки; він просто собі існує ... [На Землі] нам просто довелося визнати, що цьому ніяк не запобігти. Одні тільки спроби обмежувати її обіг вели до значно гірших наслідків, ніж те, проти чого ми власне боролися ... Набагато простіше жити з епізодичними випадками [негативних наслідків], аніж існувати під тотальним наглядом, тотальною цензурою всіх і повсякчас.
Функція Фестивалю описана як «латання дір галактичному інформаційному потоці».
«Небо сингулярності» також описує далекосяжні наслідки його титульної події. Поява машин із рогу достатку та кібернетичних удосконалень, наданих Фестивалем, не лише спричиняють крах існуючих соціальних, економічних і політичних порядків, а й запобігають їх заміні революцією Рубенштейна. «Люди, несподівано обдаровані безмежними багатствами та знаннями, дуже швидко засвоїли, що ніякого уряду їм узагалі не потрібно, і це виявилося справедливим і для підпільників, і для селян із робітниками, яких ті хотіли мобілізувати». Мартін описує це Василію як те, «що в нашій професії називається „консенсусною амплітудою реальності“; просто кажучи, люди трошки побожеволіли. Несподіване передозування від змін; безсмертя, біоінженерії, заледве надлюдські ШтІнт-арбайтери, нанотехнології і всяке таке. Це була не атака.»